# Le Meilleur des deux mondes
Le Meilleur des deux mondes est un épisode en deux parties de la série Star Trek : La Nouvelle Génération. C'est un cliffhanger qui clôt la troisième saison et ouvre la quatrième saison de la série.

## Résumé
L'épisode relate la seconde rencontre entre un vaisseau de la Fédération des planètes unies avec les Borgs. Il met en scène le vaisseau USS Enterprise (NCC-1701-D), commandé par Jean-Luc Picard, et un Cube Borg. Au cours de ce double épisode, Picard est enlevé et assimilé par les Borgs. Il prendra le nom de « Locutus » et devra conduire le Cube Borg à l'assaut de la planète Terre, siège de la Fédération. Contre sa volonté, il conduira à la victoire des Borgs lors de la Bataille de Wolf 359. Mais c'est toutefois grâce à Picard que l'équipage trouvera la faille pour détruire le Cube Borg. Picard sera libéré de ses implants Borg et reprendra ses fonctions à bord de son vaisseau.

## Particularités
C'est dans cet épisode que seront prononcées pour la première fois les phrases suivantes : « Toute résistance est inutile » et « Vous allez être assimilés ».
L'épisode récoltera deux Emmy Awards et sera longtemps considéré comme le meilleur épisode de Star Trek.